# Montréal-Est
Montréal-Est ist eine Stadt im Südwesten der kanadischen Provinz Québec. Sie liegt auf der Île de Montréal und bildet eine Enklave innerhalb von Montreal. Die Stadt hat eine Fläche von 12,24 km² und zählt 3850 Einwohner (Stand: 2016).

## Geographie
Montréal-Est liegt im Norden der Île de Montréal, am Ufer des Sankt-Lorenz-Stroms. Die Gemeinde ist auf drei Seiten von Montrealer Stadtgebiet umgeben und grenzt an die Stadtbezirke Rivière-des-Prairies–Pointe-aux-Trembles im Norden, Anjou im Südwesten und Mercier–Hochelaga-Maisonneuve im Süden. Das Stadtzentrum von Montreal ist rund 16 Kilometer entfernt.

## Geschichte
Montréal-Est entstand 1910 durch Gebietsabtretungen der Gemeinden Pointe-aux-Trembles und Saint-Joseph-de-la-Rivière-des-Prairies. Die Gründung geht auf den Geschäftsmann Joseph Versailles zurück. 1915 eröffnete das Unternehmen Queen's Oil die erste Erdölraffinerie. Noch heute prägen drei Raffinerien und fünf petrochemische Betriebe die Gemeinde.
Am 1. Januar 2002 wurden 27 Gemeinden auf der Insel mit Montreal fusioniert. Besonders in Gemeinden mit einem hohen Anteil an Englischsprachigen regte sich Widerstand, da diese Maßnahme von der Provinzregierung der separatistischen Parti Québécois angeordnet worden war. Ab 2003 stellte die Parti libéral du Québec die Regierung und versprach, die Gemeindefusionen rückgängig zu machen. Am 20. Juli 2004 fanden in 22 ehemaligen Gemeinden Referenden statt. In Montréal-Est sprachen sich 84,5 % der Wahlbeteiligten für die Trennung aus. Die Gemeinde wurde am 1. Januar 2006 neu gegründet, musste aber zahlreiche Kompetenzen an den Gemeindeverband abtreten.

## Bevölkerung
Gemäß der Volkszählung 2011 zählte Montréal-Est 3.728 Einwohner, was einer Bevölkerungsdichte von 299,4 Einw./km² entspricht. 88,4 % der Bevölkerung gaben Französisch als Hauptsprache an, der Anteil des Englischen betrug 3,5 %. Als zweisprachig (Französisch und Englisch) bezeichneten sich 0,8 %, auf andere Sprachen und Mehrfachantworten entfielen 7,3 % (darunter 2,5 % Spanisch). Ausschließlich Französisch sprachen 63,5 % Im Jahr 2001 waren 90,0 % der Bevölkerung römisch-katholisch, 2,6 % protestantisch und 4,7 % konfessionslos.

## Verkehr
Die Hauptverkehrsadern von Montréal-Est verlaufen in Süd-Nord-Richtung. Es sind dies die Autoroute 40, die Rue Sherbrooke und die Rue Notre-Dame. Die Stadt wird durch mehrere Buslinien der Société de transport de Montréal erschlossen und an die Metrostation Honoré-Beaugrand angebunden.